# Station Wola Lipieniecka
 Wola Lipieniecka  is een spoorwegstation in de Poolse plaats Rzeczków.